# Villa de Bruselas
La villa de Bruselas fue la primera población fundada por los españoles en el litoral pacífico del actual territorio costarricense en 1524, que pasó a ser capital de la tenencia de gobierno de Bruselas la cual pertenecía de facto a la gobernación de Castilla del Oro o de Panamá pero estaba litigada por la provincia de Comayagua o de Honduras, que se había anexionado unilateralmente el territorio leonense-granadino en 1526.
En este último, se creó por disposición del soberano español la nueva gobernación de Nicaragua, en el año 1527, y por real provisión de 1529 se le incorporaría la tenencia de gobierno citada, solucionando dicho litigio, pero la villa de Bruselas sería totalmente despoblada en el mismo año.

## Historia

### Población prehispánica y fundación de la villa española
La villa de Bruselas fue erigida en un asiento aborigen entre enero y febrero de 1524 por Francisco Hernández de Córdoba, lugarteniente de Pedro Arias Dávila quien fuera el entonces gobernador de Castilla del Oro, para luego continuar hacia el norte.
A dicho conquistador ibérico que había salido de la Ciudad de Panamá a finales de 1523 con el objetivo de colonizar los territorios, lo acompañaban Gabriel de Rojas, Andrés de Garabito, Francisco Campañón, Hernando de Soto y Benito Hurtado, quienes siguieron la ruta de Gaspar de Espinosa y se basaron en los descubrimientos de Gil González Dávila.

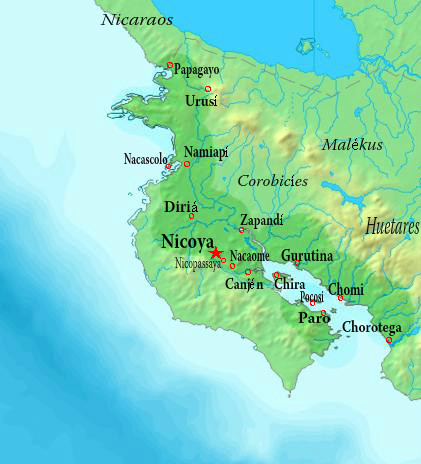
Poblaciones aborígenes del cazicazgo de Nicoya (según la expedición de Gil González Dávila, en 1522), devenidas en encomiendas de la tenencia de gobierno de Bruselas desde 1524.

El lugar elegido para la erección de la nueva urbe fue una aldea y comarca que los indígenas del cacicazgo de Nicoya llamaban Brutina, Gurutina, Orotiña u Orotina, que según un mapa trazado por el célebre cronista Gonzalo Fernández de Oviedo y Valdés estaba en la costa oriental del entonces golfo de San Lucas, cuya población guerrera poseía templos en donde adoraban al sol, haciéndole sacrificos humanos para luego concretar con actos de canibalismo, también eran agricultores y comerciaban utilizando semillas de cacao como monedas.
La nueva población, sin embargo, no se construyó en la costa junto a la aldea antedicha, ubicada posiblemente a orillas del arroyo llamado hoy Abangaritos, sino a unos 20 km tierra adentro hacia el estesudeste, y a unos 15 km al estenordeste de la aldea Chomi —posterior reducción española desde 1556 y actual localidad de Chomes— (y al norte y equidistante de la actual población de Puntarenas, surgida como la hacienda de El Palmar del Puerto de Arenas en 1722).
Al seguir su ruta colonizadora, pasó por los territorios del cacique Nicarao —nombre que daría origen a la posterior gobernación de Nicaragua— y más al noroeste fundó en el mismo año otras dos ciudades: León en su primer asentamiento el 19 de junio, cerca del lago Xolotlán y frente al volcán Momotombo —en el actual municipio de la ciudad La Paz Centro, que surgiría el 8 de enero de 1653— y Granada, el 8 de diciembre del mismo año.

### Primer cabildo de Costa Rica
Según el historiador Percy Rodríguez Argüello en su libro Bicentenario de la reinstalación del Régimen Municipal en Costa Rica (2020), durante la fundación de Villa de Bruselas, en 1524, se nombró un cabildo, que fue el primer ayuntamiento de lo que luego, se conocería como Costa Rica. Según Rodríguez Argüello este primer cabildo estuvo compuesto por un alcalde Ordinario, seis regidores, un procurador y un alguacil Mayor.

### Capital de la tenencia de gobierno de Bruselas
El conquistador Francisco Hernández de Córdoba nombró como teniente de gobernador de Bruselas —actual provincia de Guanacaste con los presentes cantones vecinos de Montes de Oro y de Puntarenas— al capitán Andrés de Garabito y encargó al capitán Ruy Díaz para poblarla. También repartió las encomiendas de aborígenes huetares, los de la península de Nicoya y los de la isla de Chira entre sus moradores.
Con el apoyo de Hernán Cortés, Hernández de Córdoba luchó contra el capitán Cristóbal de Olid que había pactado con el adelantado Diego de Velázquez, gobernador de Cuba, quien fuera el principal enemigo de aquel.
En 1525, el capitán Hernández con las ciudades de León y Granada pretendía desligarse y anexarla a la Capitanía General de Santo Domingo, decidiendo desmantelar a la villa neofundada, por lo que terminó traicionando a Pedro Arias Dávila, gobernador de Castilla de Oro, ya que era el nexo que lo unía con dicha gobernación.
Por corto tiempo, finalmente cumplió su objetivo y la villa capital de la tenencia homónima fue despoblada entre enero y febrero de 1526, por órdenes del propio Hernández de Córdoba para obtener más habitantes para defender su fortaleza de Granada, ante un inminente ataque del gobernador Pedrarias.
Una vez que perdió el apoyo de Cortés, Pedrarias al sospechar que Hernández lo había traicionado, fue personalmente comandando unas naves para capturarlo y de esta manera terminó decapitado en la Plaza Mayor de la ciudad de León de Imabite, y en marzo de ese mismo año el gobernador Pedrarias mandó al capitán Gonzalo de Badajoz para repoblarla, repartiéndose nuevamente las encomiendas, además de conquistar la isla de Chira en el golfo de Nicoya.

### Pertenencia a la gobernación de Castilla del Oro
Pedrarias fue remplazado en la gobernación en mayo de 1526 por Pedro Gutiérrez de los Ríos y Aguayo, quien al iniciarle juicio de residencia a Pedro Arias Dávila, este debió abandonar el territorio nicaragüense y viajar a la Ciudad de Panamá para responder a los cargos que se lo acusaba. El nuevo gobernador también intentó adquirir los derechos en esas regiones pero solo lo logró en la villa de Bruselas ya que la ciudad de León estaba obedeciendo la autoridad del gobernador del territorio hondureño.
Diego López de Salcedo y Rodríguez, gobernador de Higueras y Honduras, a finales del mismo año intentó apoderarse ilegalmente del mando del territorio nicaragüense, y aprovechando que Pedro de los Ríos tuviera que comparecer en Panamá, Salcedo dispuso nuevamente que se despoblase la villa de Bruselas por el apoyo que habían dado sus vecinos al nuevo gobernador de Castilla del Oro o de Panamá.

### Adjudicación a la nueva gobernación de Nicaragua
Con la definitiva creación de la provincia de Nicaragua en 1527, en la cual fuera asignado el mandato interino a Salcedo y quien también continuara siendo gobernador de Honduras, se había suscitado la duda de si la villa de Bruselas debería pertenecer a la nueva circunscripción o permanecer bajo la autoridad de Castilla de Oro.
El capitán Andrés de Garabito recibió la orden de ejecutar la sentencia de Salcedo, por lo cual con 170 hombres desde la península de Nicoya advertía a la población, vía correspondencia, para que abandonasen voluntariamente la villa y poder así evitar el uso de la fuerza, recurriendo también a ofrecimientos beneficiosos de parte del gobernador. De esta manera, a finales del citado año la mayoría de los habitantes abandonaron sus casas, excepto el capitán Garabito y sus amigos.
Finalmente, cuando Pedrarias asumió el mando de la gobernación de Nicaragua, la despoblación de españoles se llevó a cabo a principios de 1528 por el dicho exteniente de gobernador Andrés de Garabito que se llevó a su gente.
Al continuar el litigio entre Nicaragua y Castilla de Oro por la tenencia de gobierno de Bruselas, se emitió la real provisión del 21 de abril de 1529 que declaró en forma definitiva a la villa, sin especificar sus delimitaciones territoriales, como perteneciente a la gobernación de Nicaragua.

### Abandono definitivo de la urbe y su territorio
De esta forma se despoblaría de indígenas residentes en la misma, de los cuales el 27,5% habían sido bautizados en la fe católica, que serían distribuidos entre las poblaciones de León y Granada, en donde por la alta densidad aborigen fueron 67% los bautismos de los mismos.